# 白居易

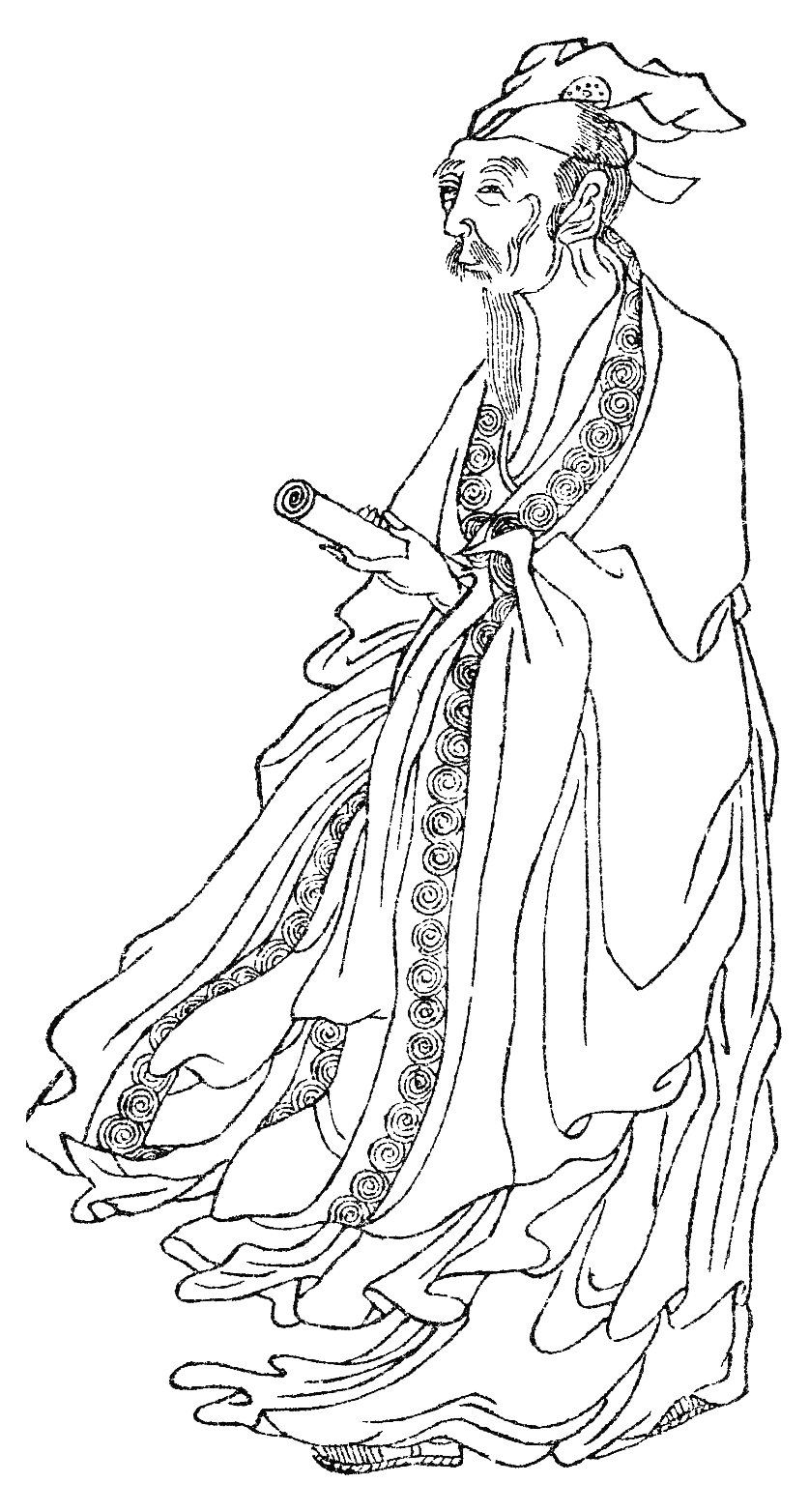
白楽天・『晩笑堂竹荘畫傳』より

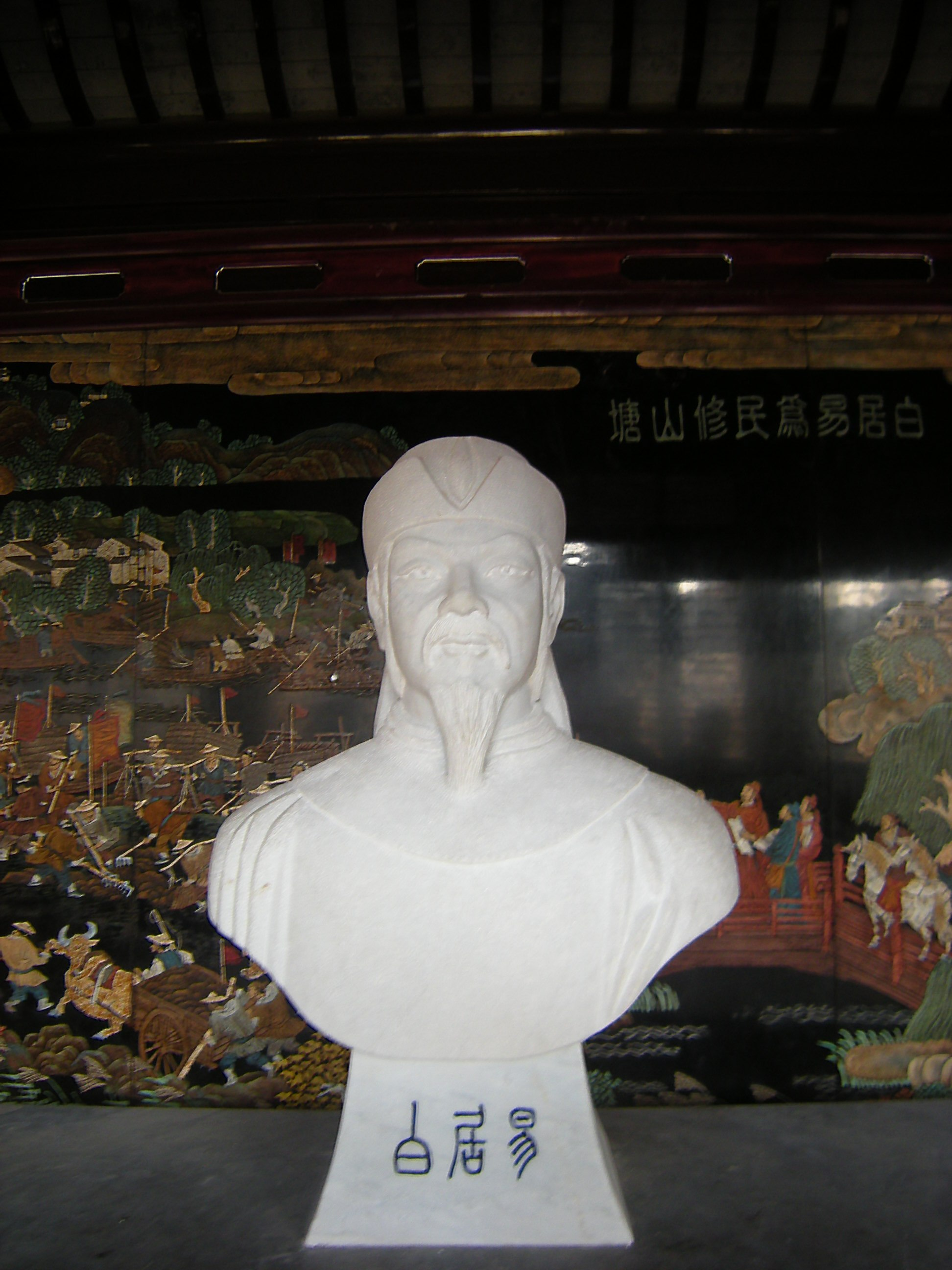
白居易の彫像（蘇州市）

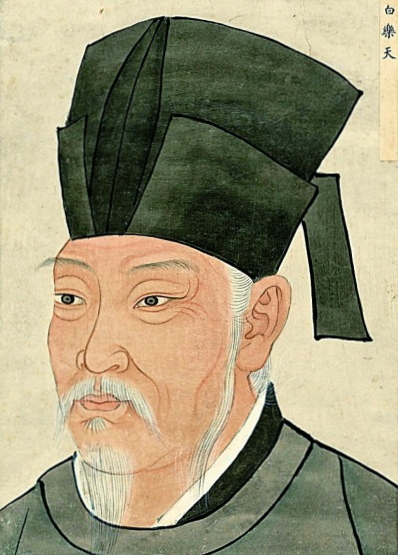
白居易（陳洪綬画）

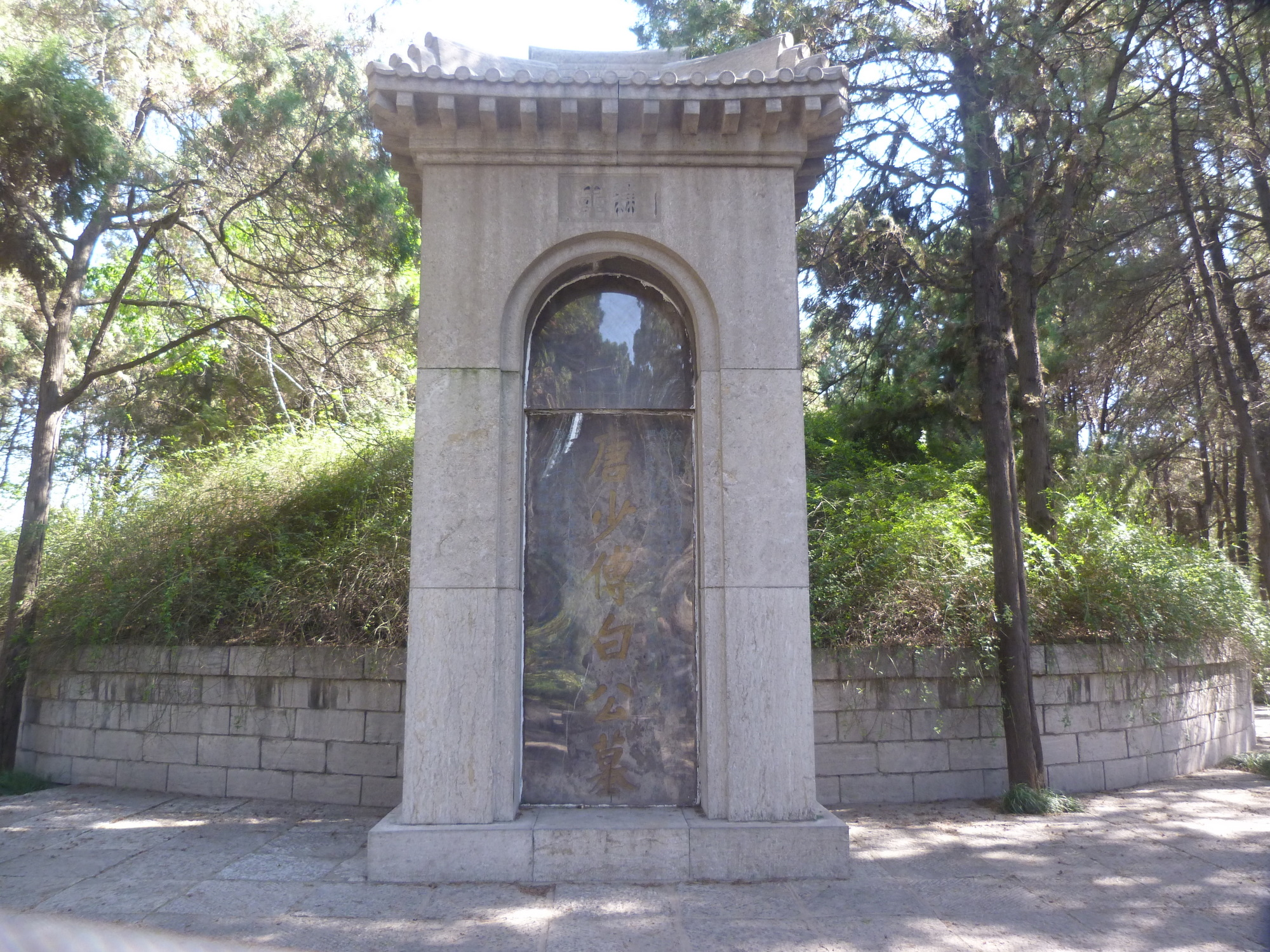
白居易の墓（洛陽市竜門）

白 居易（はく きょい、はっきょい、大暦7年1月20日（772年2月28日） - 会昌6年8月14日（846年9月8日））は、唐代中期の漢詩人。代表作に「長恨歌」「琵琶行」「新楽府」。選集に『白氏文集』。白楽天（はくらくてん）の呼び名でも知られる。

## 名称
名の「居易」は、『礼記』中庸篇の「君子居易以俟命、小人行険而僥倖」（君子は安全な所にいて運が巡ってくるのを待ち、小人は冒険をして幸いを求めるという意）」に由来する。
字の「楽天」は、『易』繋辞上伝の「楽天知命、故不憂」（天の法則を楽しみ運命をわきまえる。だから憂えることがないという意）に由来する。
号に酔吟先生、香山居士。

## 生涯
大暦7年（772年）、父の白季庚と母の陳氏のあいだ、鄭州新鄭県に生まれた。本貫は太原郡陽邑県。兄は浮梁県の主簿の白幼文。弟は白行簡。祖先に北斉の白建。
子どもの頃から頭脳明晰で、5-6歳で詩を作ることができ、9歳で声律を覚えたという。十代から二十歳代の世に出る前までは、父の任地である衢州・襄州等に移る時もあるが、多くは符離で暮らしていた。
彼の家系は地方官として役人人生を終わる男子も多く、抜群の名家ではなかったが、安禄山の乱以後の政治改革により、比較的低い家系の出身者にも機会が開かれており、貞元16年（800年）、29歳で科挙の科目で礼部主催の進士科に試験官高郢のもとで合格した。貞元18年（802年）に、百条の判の模擬問題とそれに対する模範解答を作成して試験対策を行い、貞元19年（803年）に史部が主催する試験、書判抜萃科に合格。ここで初めての任官、秘書省校書郎についた。元和元年（806年）、受験準備のため校書郎をやめて、元稹と華陽観に住む。この時、天子の下問を想定して、治政の要諦・時事への対策等を研究し、「策林」75編（内容は、天子の心構え・経済政策・人材の登用法・臣下の掌握法・官吏の俸禄・官署の経費・軍の統轄・異民族及び辺境対策・刑と法の運用・学問・礼楽・祭祀・諫言ことなど諸般に及び、白居易の思想と官僚としての信念を知ることができる）を制作した。これは、当時の具体的な施策をも含んでおり、史料としても重要な価値を持っている。このような努力が実り、制科に35歳で合格し京兆府の盩厔（ちゅうちつ）県尉になった。同年の冬、七言古詩120句の長編歌行「長恨歌」を作る。その後は、元和2年（807年）11月5日に翰林学士、元和3年（808年）四月末に左拾遺を歴任する。このころ社会や政治批判を主題とする「新楽府」を多く制作する。
元和5年（810年）五月翰林学士のまま、京兆府戸曹参軍に赴任。しかし元和6年（811年）、母の陳氏が亡くなり喪に服さなければならなかったため官を辞す。白居易は母を深く敬愛し、「襄州別駕白府君事状」にて「こうして十数年、子供たちはみな学問によって仕官し、官位は高位高官に到った。これは疑いなく、婦人の慈愛と訓導が導いた結果である。娘としてこれほどに孝行、嫁としてこれほどに順良、母としてこれほどに慈愛」と讃えた。そこから三年間は無位無冠の暮らしを送る。
元和9年（814年）に朝廷のある長安に戻り、太子左賛善太夫という職が与えられた。
元和10年（815年）、武元衡暗殺をめぐり、上書（暗殺者を捕まえるだけではなく、その暗殺者を裏で操っている存在を明らかにすべきだという内容）を送ったことが越権行為とみなされ左遷され、この年の冬江州司馬となる。多くの閑適詩が生まれたのはこの時期である。
長慶元年（821年）になり、中書舎人に転任することによって中央に呼び戻されるが、まもなく自ら地方の官を願い出て、長慶2年（822年）に杭州・蘇州の刺史となり、行政官として治水を進めるなどして業績をあげる。長慶4年（824年）五月、名誉職太子左庶子東都に任命される。宝暦元年（825年）三月四日に蘇州刺史に任命される。このとき、毎日の事務処理の他に、蘇州から郊外の虎丘に行く、武丘路を開通させるという大きな仕事を成し遂げた。しかし、病により半年で官をやめ洛陽に戻る。その後、秘書監になって長安に移る。
大和2年（828年）二月には、刑部侍郎に昇任するも辞し、太子賓客分司東都、洛陽を中心とする河南府の長官河南尹を歴任したのち、太子賓客分司東都を再任、大和9年（835年）太子少博分司東都に就く。最後は会昌2年（842年）に刑部尚書の官をもって「官人は70歳を持って致任すべきだ」という持論に従い71歳で退官。会昌5年（845年）、74歳のとき自らの詩文集『白氏文集』75巻を完成させ、会昌6年（846年）、洛陽履道里の邸宅にて、75歳で生涯を閉じる。

## 詩風
白居易は多作な詩人であり、現存する文集は71巻、詩と文の総数は約3800首と唐代の詩人の中で最多を誇り、詩の内容も多彩である。若い頃は「新楽府運動」を展開し、社会や政治の実相を批判する「諷諭詩」を多作したが、江州司馬左遷後は、諷諭詩はほとんど作られなくなり、日常のささやかな喜びを主題とする「閑適詩」の制作に重点がうつるようになる。『白氏文集』に収められる諷諭詩については、「元九に与ふる書」中において、彼自身によってその意義が明言されている。そこでは、『詩経』を根元とする「詩道」が衰えていく中で、諫官たる左拾遺の職を授かって諫言を啓奏する立場に就いたとき、直接指摘して延べにくい事を『詩経』の精神に則って詠歌したことを語り、しかしそれらの詩が人々の誹謗を受けたことなどを顧みている。さらに、自身の詩を「諷諭」「閑適」「感傷」「雑律」の四つに分類し、「諷諭詩」を「兼済（己の能力を発揮する道が開けているとき、そのような状況や立場にある時には広く手天下を救済することに努めるべきであるとすること）の志」に基づいて作ったもの、「閑適詩」を「独善（自分が世に容れられないときには、名利に恬淡として自身を良く修めることに努めるべきであるとすること）の義」を詠んだものであると明示した上で、自分の詩作品の中で「諷諭詩」を最も重要なもの、それに次いで意義のあるものが「閑適詩」であると述べ、「感傷」「雑律」と区別している。「感傷詩」の代表作は「長恨歌」「琵琶行」。他にも、無二の親友とされる元稹や劉禹錫との応酬詩も名高い。
彼の「閑適詩」は日本において、理想の生活として愛され、様々な文学に引用された。一方、彼自身が一番重要とした「諷諭詩」もまた、菅原道真や紫式部をはじめとする平安時代の知識人の間でもしばしば引用されている。。ただし、後述のように「諷諭詩」は王朝貴族からは風雅のおもしろい遊びとしてしか受け止められず、白居易が理想とした社会変革の志は受け継がれなかった。「諷諭詩」が本来の意味で日本文学について受け止められるのは自分も風刺の詩を書いた江戸時代の頼山陽まで下ることとなる。
いずれの時期においても平易暢達を重んじる詩風は一貫しており、伝説では詩を作るたび文字の読めない老女に読んで聞かせ、理解できなかったところは平易な表現に改めたとまでいわれる（北宋の釈恵洪『冷斎詩話』などより）。そのようにして作られた彼の詩は、旧来の士大夫階層のみならず、妓女や牧童といった人々にまで愛唱された。また、白居易の詩風に関して渡辺秀夫氏は、「四季折々に循環する風物に取材しながらその推移しゆく季節のなかに直進して再帰しえない時間をみて、ひるがえって我が身の人生の老いやすさを詠嘆する作例がきわめて多く、これが白詩の抒情様式の一大水脈をなしているといっても過言ではない」と述べている。

## 白居易と新楽府
元和三年、三十七歳の白居易は、その年の四月、天子側近の諫官である左拾遺に任じられ、その翌年に「新楽府」五十首を作った。このことは「新楽府」の序に、「元和四年、左拾遺たりし時の作」とあることから知ることが出来る。「新楽府」を作った意図は、作者自身が記した序文に、「その辞は質にして怪、これを見る者をして諭り易からんことを欲すればなり。その言は直にして切、これを聞く者をして深く誡めんことを欲すればなり」と、結論には「総じてこれを言はば、君の為にし、物の為にし、事の為にして作り、文の為にして作らざるなり」と説明している。さらに友人の元稹に送った手紙「与元九書」（「与元九書」は、元和十年、白居易が四十四歳、江州司馬に左遷されていたおりに記されたもの）に、「武徳より元和に訖るまで、事に因りて題を立て、題して新楽府と為す」と言っている。つまり、唐代に見られたさまざまな社会現象や、それを対象にして政治批判・社会批判をする文学として意識し、作ったものであったのだ。白居易は、こうした類の意識に基づいた詩を「諷諭詩」と呼び、「諷諭詩の中にこそ、自分の文学の生命がある」と、「与元九書」において述べている。
白居易の「新楽府」五十首は、その題材を唐王朝の歴史社会に取ったのであるが、作品に取り上げられている事柄と歴史的事実との関係は、さほど明らかではない。玄宗皇帝時代のことを題材にするものが多いことは、作品から想像されるが、それも明確にある事件を直叙すると言った言い方は避けている。
「新楽府」のうち、「海漫漫」は、憲宗が道教の怪しげな不老長寿薬を飲むことを諌めたものとされる。白居易はこの中で、道士が言う不老長寿は迷信に過ぎないことを説いたが、憲宗はこの詩を読んだものの道士から不老長寿薬を勧められて飲んでしまい、かえって体調を悪くしてしまった。不老長寿薬にはヒ素が含まれており、人体に有毒であった。不老長寿薬の副作用で怒りっぽくなった憲宗は道士をすすめた宦官を処罰したが、かえって宦官の逆恨みをかい暗殺されてしまった。
五十首全部の題が、白居易の創出にかかったものではない。白居易の友人でもあった李紳が、既に新題を設けて楽府作品を作っており、白居易は李紳の新題にあやかって、さらに拡充させたものもあったのだ。このことは、元稹の「李校書新題の楽府十二首に和す」の「序」から知ることが出来る。元稹のその序によれば李紳は楽府新題二十を設定し、そのうち十二に、元稹が和したという（李紳の作品は、現在一首も残っていない）。元稹が和した十二首は、『元氏長慶集』に見られ、その十二首の題は、すべて白居易の「新楽府」五十首の中に含まれている。
「与元九書」において、「諷諭」の姿勢の必要を説いていた白居易であったが、『白氏長慶集』の編集された長慶四年（824年、白居易五十三歳）以後、中唐文学において「諷諭」の姿勢は急激に萎え、彼もまた諷諭詩人たることをやめたのである。

## 日本への影響
白居易の詩は中国国内のみならず、日本や朝鮮のような周辺諸国の人々にまで愛好され、日本には白居易存命中の承和5年（838年）に当時の大宰少弐であった藤原岳守が唐の商人の荷物から“元白詩集”（元稹と白居易の詩集）を見つけてこれを入手して仁明天皇に献上したところ、褒賞として従五位上に叙せられ、同11年（844年）には留学僧恵萼により67巻本の『白氏文集』が伝来している。平安文学に多大な影響を与え、その中でも閑適・感傷の詩が受け入れられた。菅原道真の漢詩が白居易と比較されたことや、紫式部が上東門院彰子に教授した（『紫式部日記』より）という事実のほか、当時の文学作品においても、清少納言は『枕草子』にて「文は文集、文選、はかせの申文」と述べ、紫式部は『源氏物語』「桐壺」のほとんど全般にわたり、白居易の「長恨歌」から材を仰いでいることなどからも、当時の貴族社会に広く浸透していたことがうかがえる。白居易自身も日本での自作の評判を知っていたという。また、彼の作品は彼の死後も日本で愛された。1013年頃に日本で成立した『和漢朗詠集』には、漢詩句588首のうち、彼の作品は136句あり、詩句では最多である。次の作品編では、『和漢朗詠集』にもある作品を取り上げている。彼の詩が解りやすい表現で書かれているということはそこで確認してみてほしい。
平安朝の日本でこれだけ白居易がもてはやされたのにはいくつかの原因が考えられるが、佐藤一郎は「やはり平易な作風を挙げないわけにはいかない」と評している。原因の第二には平安朝の宮廷人たちの、ひとつの理想が白居易の生涯であること。天子にその能力を見出されて比較的低い階層から、しかるべき地位に昇進したことは、ごく少数の家格の貴族以外には、やはり希望を抱かせるに足る官僚としての生き方であった。第三には『白氏文集』が平安貴族たちにとって、一種の百科事典のような役割を果たしていたことが考えられる。この白居易の詩文集には、あまり極端な片寄りがなく、ほぼ詩文のあらゆるジャンルとあらゆる題材を、観念的にではなく取り上げているからである。第四には日本の詩歌と同じく『白氏文集』には雪月花が多く主題となっていること。第五には白居易は平安貴族と同じく仏教信者であるとともに風流人であり、もののあはれの精神の理解者であることが挙げられる。
ただ、白居易の「諷喩詩」については、岡村繁によれば『紫式部日記』で「船の中は老人ばかりですな」「これは『新楽府』の徐福が連れた童子たちが老いた姿なのです」と平安貴族の当意即妙の問答で使われたケースは有るものの、白居易の政府に対する批判精神は失われていた。桑原武夫は「白居易の影響は日本文学では花鳥諷詠に留まり、頼山陽のような幕末の詩人以外に白居易の真意を汲んで政府批判を行う人はいなかった」と残念がっている。

## 禅僧との交流
白居易は仏教徒としても著名であり、晩年は龍門の香山寺に住み、「香山居士」と号した。また、馬祖道一門下の佛光如満や興善惟寛らの禅僧と交流があった。惟寛や浄衆宗に属する神照の墓碑を書いたのは、白居易である。
『景徳伝灯録』巻10では、白居易を如満の法嗣としている。その他、巻7には惟寛との問答を載せ、巻4では、牛頭宗の鳥窠道林（741年 - 824年）との『七仏通誡偈』に関する問答が見られる。但し、道林との有名な問答は、後世に仮託されたものであり、史実としては認められていない。

## 元稹との交流
二人が知り合ったのは、二人が史部の試験に合格した貞元十九年（803年）の頃であった。この最初の出会いのことを白居易は、「書に代うる詩一百韻　微之（元稹の字）に寄す」という二百句に及ぶ長い詩の冒頭に、「億う　貞元の歳に在りて　初めて典校の司に登る　身名同日に授けられ　心事一言に知る」（思い返せば貞元の世、登第して校書郎になったばかりの時。栄えある名を君と同じ日に授けられ、胸に思うことは一言で通じ合えた。という意。）と記す。さらに別の「元稹に贈る」詩の最後の四句「登科を同じくする為ならず　署官を同じくする為ならず　合う所は方寸に在り　心源に異端無し」（我々は登第も同じ、官職も同じ出会ったけれども、それが理由で友となったわけではない。心が深いところでぴったり一致するのだ。という意）と示している。白居易は、この他にも、元稹に関わる詩を多く詠っている。
元稹が元和五年二月に、河南尹の房式を、不法のことをしたと言って御史台に拘置して、執務を停止させたのだが、この元稹の行為を監察御史が「自分勝手に職務を行ったやりすぎた行為だ」として問題視したことがあった。この事件は、結局房式が罰俸一月の処分を受け、元稹はそれより重い罰俸三月に処され、さらに長安に召され江陵に左遷まで告げられてしまったのだが、白居易はこの件に関し、元稹を弁護し、この処置に抗議する文章を三回も上奏した。第三回目の文章「元稹を論ずる第三状」（1965年）は、『白氏文集』の四十二巻に収められている。平岡武夫は「白居易の異議申立てが、発令の後すぐに行われ、また短い期間に三度繰り返し為されることから、これは勇気ある行為であり、二人の間に熱い友情が躍如している」と評している。
二人のこのような交流は、元稹が大和五年（831年）五十三歳で亡くなるまでの約三十年間、ひとときも揺るぐことなく続いた。

## 白居易の出自に関する問題
陳寅恪は、白居易と元稹の二大詩人はすでに漢化しており、故に種族の問題はすでに意味がなく、鍵となる問題は文化であると考え、白居易と元稹の家系を検討し、以下のように述べた。

## 登場作品
ドラマ
- 舞楽伝奇～遥かなる旅路～（中国語版）（原題：舞乐传奇、2014年、演：盛鑑（中国語版））

映画
- 空海-KU-KAI- 美しき王妃の謎（原題：妖猫传、2017年、日中合作、演：ホアン・シュアン）

## 関連文献

### 訳・注解
- 岡村繁（編者代表）訳註『白氏文集　新釈漢文大系』（全16巻）
　明治書院、1988年 - 2018年。最終巻は「総索引・全巻目次」
- 川合康三編訳『白楽天詩選』（岩波文庫（上下）、2011年）
- 田中克己訳著『漢詩選10 白居易』（集英社、新装版1996年）、旧版『漢詩大系12 白楽天』
- 高木正一訳注『中国詩人選集12・13 白居易』（岩波書店、新装版1990年）
  - 『新修中国詩人選集4 白居易』（岩波書店、1983年）。合本版

### 伝記研究
- アーサー・ウェイリー 『白楽天』（花房英樹訳、みすず書房、新装版2003年）
- 花房英樹 『白楽天 人と思想』（新書版：清水書院、新装版2016年）
- 花房英樹 『白居易研究』（世界思想社、新装版1990年）
- 中西進 『源氏物語と白楽天』（岩波書店、1997年）- 大佛次郎賞受賞（第24回）
  - 『中西進著作集17　源氏物語と白楽天』（四季社、2011年）
- 新間一美 『源氏物語と白居易の文学』（和泉書院、2003年）
- 埋田重夫 『白居易研究 閑適の詩想』（汲古書院、2006年）
- 下定雅弘 『白楽天の愉悦 生きる叡智の輝き』（勉誠出版、2006年）

### その他
- 下定雅弘 『白楽天　中国の古典』（角川ソフィア文庫 ビギナーズ・クラシックス、2010年）、53首を選訳・解説
- 石川忠久 『白楽天100選　漢詩をよむ』（日本放送出版協会〈NHKライブラリー〉、2001年）
- 田中克己訳・解説 『白楽天　中国名詩鑑賞』（小沢書店〈小沢クラシックス 世界の詩〉、1996年）、元版・集英社、1966年
- 『白居易詩鈔』（森亮編訳、平凡社東洋文庫、1965年／『晩国仙果2　中国古典期』小沢書店、1990年）
- 『白楽天詩集』（武部利男編訳、平凡社ライブラリー、1998年）、元版・東京創元社、1957年